# Jerzy Knetig
Jerzy Jan Knetig (ur. 18 listopada 1950 w Warszawie) – polski śpiewak operowy (tenor) i pedagog.
Absolwent Politechniki Warszawskiej (1973) oraz Akademii Muzycznej w Krakowie (klasa prof. Heleny Łazarskiej, dyplom z wyróżnieniem). Od 1991 pedagog na Akademii Muzycznej im. Fryderyka Chopina w Warszawie, dziekan Wydziału Wokalnego (2008–2012). Profesor nauk muzycznych (2001).
Solista Warszawskiej Opery Kameralnej, współpracownik Filharmonii Narodowej w Warszawie i Opery Krakowskiej. Występował m.in. w La Scali, Opera Comique, Theater an der Wien i Wiener Staatsoper oraz w Filharmonii Berlińskiej i Filharmonii Tokijskiej.
Juror Międzynarodowego Konkursu Sztuki Wokalnej im. Ady Sari w Nowym Sączu.
Dwie płyty z jego udziałem zdobyły Nagrodę Muzyczną Fryderyk (2001 w kategorii Album Roku Muzyka Wokalna oraz 2011 w kategorii Album Roku Muzyka Współczesna) a dwie były nominowane do tej nagrody (2000 w kategorii Muzyka Orkiestrowa i 2011 w kategorii Najwybitniejsze Nagranie Muzyki Polskiej) Odznaczony Złotym Krzyżem Zasługi (2002)